# 無鉛化
無鉛化（むえんか）とは、体内に蓄積されると慢性中毒を起こす鉛を使わないようにすること。鉛フリー化（なまりフリーか）、脱鉛化（だつえんか）、非鉛化（ひえんか）とも言う。

## 鉛使用の例
鉛は低融点で加工しやすい金属としてローマ時代から現在まで使われている。また鉛化合物は発色のよい顔料として使われたり、ガソリンの改質剤として使われた。

### 金属としての使用
金属としての鉛は軟らかくて加工しやすいので、ローマ帝国時代にはワインを飲むジョッキとして使われており、日本では家庭配水用水道管として昭和まで鉛管として多用されていた。加工しやすく比重が大きいので、釣りの錘として現在も最もよく使われている。また低融点なので溶かして望みの大きさの金属球を作ることが容易であり、1500年代には火縄銃の銃弾として使われ、現在でも散弾銃の銃弾として使われている。スズとの合金であるハンダは、融点が低く他の金属との接着性も良好なので、電気・電子部品に不可欠な素材である（いわゆるハンダ付けの用途）。鉛バッテリーの素材として現在も大量に使用されている。

### 鉛化合物としての使用
炭酸鉛は古代から白の顔料（鉛白）として白粉に使用されてきた。日本でも江戸時代から明治時代にかけて安価に大量に生産されるようになったが、毒性があるため明治以後は鉛白は使われなくなった。四酸化三鉛は赤の顔料として、クロム酸鉛は黄色の顔料として使われていた。テトラエチル鉛はガソリンのオクタン価を改善するアンチノック剤として、過去必要不可欠な素材であった（→有鉛ガソリン）。本来のクリスタルガラスは鉛ガラスそのものであり、24%以上の酸化鉛を含んでいる。ブラウン管の裏側の部分のガラスにも鉛が使われている。

## 鉛の毒性
鉛は（可溶性塩として）急性毒としてはあまり強くないが、少量ずつの摂取でも体内に蓄積されれば慢性中毒を起こす（→鉛中毒）。体内に蓄積された鉛は種々の酵素の働きを阻害するが、特に合成系酵素の働きを阻害し、貧血や疝痛や神経病等の症状を引き起こす。明治時代の名歌舞伎役者5代目中村歌右衛門は白粉による鉛毒に侵されながらも演技をした歌舞伎俳優であった。なお金属鉛そのものは安定であり、ガラス類からも溶け出すことは無く、これらの物質が直接人体に害を与える可能性は非常に低い。逆に有機化合物の形を取った場合体内へ吸収されやすくなるので、有鉛ガソリンは注意喚起のため着色されている。

## 無鉛化の状況
過去明らかな毒性を有する物質から無鉛化されてきており、白粉は明治末には無鉛化した。ガソリンも日本国内では1987年に完全無鉛化を達成（航空用を除く）。昭和初期まで水道管に使われた鉛管は順次取り替えられている（水道管の鉛の溶出は少なく、これが原因で中毒を起こすことは無い）。現在産業界では環境問題に最も先進的なEUのWEEE指令、特に「特定有害物質使用制限指令」（RoHS指令）やELV指令に則った鉛やカドミウムの使用を抑えた製品に切り替えつつある。

### ガソリンの無鉛化
4エチル鉛に代表されるテトラアルキル鉛は、エンジン内でのガソリンの燃焼状態を改善するアンチノック剤として、ガソリンのオクタン価改善に必要不可欠な素材であった。即ちオクタン価の高いガソリンほど多くの鉛化合物（有毒）が配合されており、注意喚起のため赤く着色されていた。着色度は鉛含有量によって調整されており、レギュラーガソリンは薄い赤色、ハイオクガソリンは濃い赤色であった。
日本での無鉛化対策のきっかけは、1970年に東京都新宿区の牛込柳町交差点で起こった「牛込柳町鉛中毒事件」であり、当初、排気ガスが原因とされていた。
その後通商産業省（現・経済産業省）の指導もあって、レギュラーガソリンは1975年に無鉛化を達成、ハイオクガソリンも1987年には完全無鉛化を達成した。現在、自動車用ガソリンはオレンジに着色されている。
ガソリンの無鉛化に際してはエンジンの改善も不可欠であり、自動車メーカーは無鉛ガソリン仕様のエンジン開発や旧タイプエンジンの改修を行った。鉛は排ガス浄化に使われる触媒を被毒させ性能を低下させるため、ガソリンの無鉛化は鉛による健康被害を無くすという以外でも意義があった。

### 食品衛生法に準じた無鉛化
一般家庭で使われる品物については、業界団体が食品衛生法に準じた自主規制を行っている品種があり、その分野では鉛化合物使用は規制値以下に制限されている。食器類ではプラスチック製食器は食品衛生法に準じて無鉛化が達成されている。日本玩具協会はSTマークを設定して乳幼児が口にしても安全なおもちゃに適用している。印刷インキ工業連合会は印刷物が食品を包装することが多い事を考慮し、そのようなインキに使用すべきでない原料についてネガティブリスト (NL) を作成して自主規制を行っている。以上の業界は1980年代には食品衛生法に準じた規制を行っているが、今までこの面をあまり考慮していなかった伝統工芸の焼き物の分野でも無鉛化の動きが始まっている。

### EU規制等への対応のための無鉛化
EU（欧州連合）は産業廃棄物の処理問題対策として様々な先進的環境対策を実施している。日本の各メーカーにとってEUは重要な輸出先であるため規制クリアの為に世界に先駆けた研究を行っている。RoHS指令は、2006年7月以降EU域内で販売される電気製品について鉛・水銀・カドミウム・六価クロムなどの重金属や特定化学物質について使用量を制限したもので、この規制をクリアするための代表的技術としてハンダの無鉛化が達成された（→鉛フリーはんだ）。
その後各国でRoHS指令に倣い、日本のJ-MOSS（ただし、使用表示が求められているのみで使用規制ではない）や中国の電子情報製品生産汚染防止管理弁法等、独自の法規制をする例が増えてきた。このうち電子情報製品生産汚染防止管理弁法については、RoHS指令で認められていた適切な代替手段が無い場合の除外項目の規定が無く、すなわちRoHS指令で対象外となっていた高融点の鉛入りはんだや電子セラミック部品内の鉛なども規制対象となり、各メーカーは対応に追われている。
またELV指令は廃自動車の廃棄物対策のために2003年7月以後、鉛・水銀・六価クロムの使用量を自動車重量の1000ppm以下に、カドミウムの使用量を同じく100ppm以下に削減するもの（この鉛にはバッテリーは含まれない）。この規制のうち鉛に関しては上記ハンダの無鉛化と塗料の無鉛化が技術的ポイントで、それまで自動車塗料に大量に使われていた鉛系顔料が、1998年から順次鉛を含まないタイプの採用が始まり2007年の時点ではほぼ切り替えられている。

### 無鉛化の進展が少ない分野
このように多くの業界で無縁化が進んではいるものの、それでも無鉛化すると
- 他の重要な性能が損なわれる場合
- コスト的に難しい場合
- 周辺機器も含めた大規模な対応が必要になる場合
- そもそも技術的に難しい場合

など、代替製品がない・普及しないケースも少なからず存在する。
釣りのオモリは、一部のメーカーにて鉛の代わりに鉄やタングステンを使用した製品が発売され始めた。ただし、鉄やタングステンは鉛に比べ融点が高く硬質であるため加工が難しく、さらにタングステンだと素材自体も高価であり結果的に高価になりやすい。また板オモリ、カミツブシオモリなど鉛の柔らかい特性を活かしたタイプのものが様々な釣りで活用されているため、現状では完全な無鉛化が出来ていない。
散弾銃の銃弾は環境保護団体からの指摘があり、水鳥用には使用しない（アメリカ）、鉛装弾の使用を禁止した猟区を設ける（日本）、クレー射撃は全面的に軟鉄装弾に切り換える（北欧諸国）など、鉛弾を規制する国も出てきたが、全面的な切り替えの動きは無い。現在非鉛装弾として銅、軟鉄(ソフトスチール)、タングステンなどが登場しているが、銃弾の場合には弾そのものの材質の比重で飛距離や威力が変化してしまう事や、材質の硬度によって銃身命数や跳弾の危険度の高さも左右される事から、比重が非常に重い為に飛距離・威力ともに優れ、なおかつ特有の軟らかさゆえに銃身への攻撃性や跳弾の危険度も低い利点のある鉛の完全な切り替えは容易な事ではない。特に比較的柔らかい銅製被覆で弾体を覆うことが物理的に難しく、弾一つ一つの粒も小さい狩猟用散弾の場合には、全ての必要要件を満たす非鉛弾を作り出すことは極めて困難な課題でもある。近年では従来の非鉛装弾の欠点を抜本的に解決するため、鉛に比重・硬度が近似しているビスマス散弾が登場しているが、価格面でまだ鉛を置き換えるような存在にはなっていない。
登山用品のランタンやポータブルストーブの中には、灯油などの液体燃料を用いるものがあり、こうした機器の継ぎ手には現在でも鉛製Oリングが用いられている。鉛は容易に変形して強い気密性を発揮し、継ぎ手の部材を傷めにくいこと、こうした機器は液体燃料を自己の炎の熱で連続的に気化させる構造を採る関係上、継ぎ手には高い圧力と同時に非常な高熱が掛かる前提となる為、水道管や液化ガスを用いる機器などのような材質の置き換えはあまり進んでいない。
専門家用（プロ用）の絵具は発色や不透明性、耐光性、堅牢性、物体性、物質感、乾燥の特性、着色力、描画感といった、数多くの極めて重要な性能を優先して鉛やカドミウムの化合物の顔料を使っている。このような事情から、絵具業界は塗料業界全般としては既に無鉛化が進んでいるにもかかわらず、クロムイエローのみならず、鉛白も残っている。鉛以外に、水銀、カドミウム、コバルト、六価クロムを含む顔料もかなり残っていて、環境問題に対する意識が高いと言える状況には無い。
中国には環境問題への意識の低い企業もあり、欧米や日本では既に無鉛化している分野でも鉛化合物が使われることがある。例として幼児用の玩具の塗料から有鉛顔料が検出されたことが報道されている（中国製品の安全性問題を参照）。